# Katarinaparken
Katarinaparken är en planerad park vid Slussen i Stockholm. Parken kommer att anläggas ovanpå Stadsgårdsleden som kommer att däckas över. Den kommer att begränsas av KF-huset i söder, Saltsjön i norr och nya Slussenbron i väster. Namnet på parken var under projekteringen ”Slussparken”, men Stadsbyggnadsnämnden beslutade i mars 2014 att namnet skulle vara ”Katarinaparken”. Parken som utformas av White arkitekter.